# Merck KGaA
 (juillet 2008).
Si vous disposez d'ouvrages ou d'articles de référence ou si vous connaissez des sites web de qualité traitant du thème abordé ici, merci de compléter l'article en donnant les références utiles à sa vérifiabilité et en les liant à la section « Notes et références ».
Pour les articles homonymes, voir Merck.

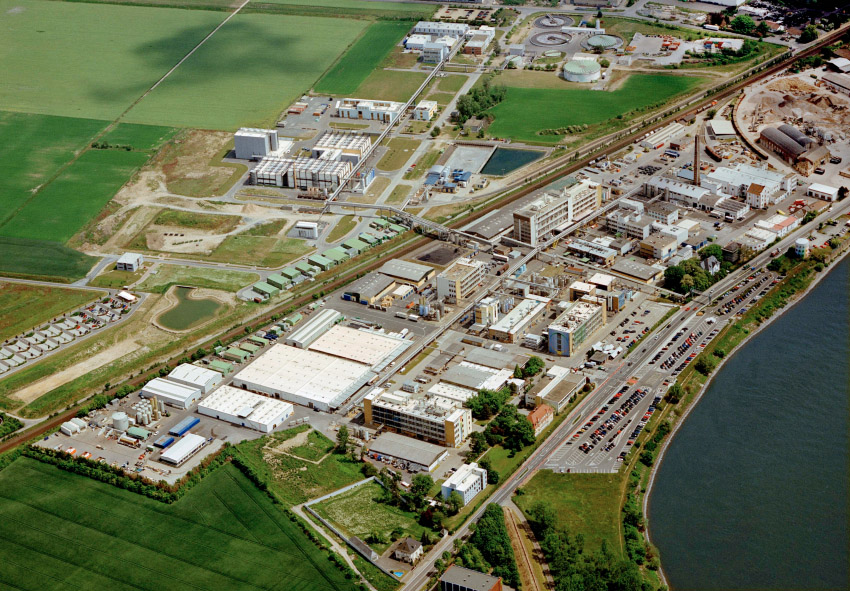
Vue aérienne de l'usine de Gernsheim

Merck KGaA est une entreprise allemande dont le siège est à Darmstadt dans le Land de Hesse. Fondée en 1668, elle opère dans les domaines de la pharmacie (Merck Serono) et de la chimie.

## Histoire
Heinrich Emanuel Merck étudie le potentiel pharmaceutique des alcaloïdes, de la morphine entre autres. En 1827, il commence avec la production et la vente de ses substances dans le domaine industriel. Les alcaloïdes de l'entreprise sont rapidement reconnus au niveau international. Les relations commerciales se multiplient rapidement dans toutes les métropoles européennes. Après le décès d'Heinrich Emanuel Merck en 1855, l'entreprise compte 50 employés. En 1887, Georg Merck se charge de la représentation de l'entreprise à New York où il crée l'entreprise Merck & Co. en 1891. En même temps, la fabrication de médicaments utilisables est mise en place à côté de la production de matières premières. Le chiffre d'affaires  augmente de 12 à 26 millions de marks, au cours de la décennie précédant la Première Guerre mondiale. Mais l'entreprise perd ses relations avec l'étranger par expropriation à cause de la guerre. En 1917, la filiale américaine Merck & Co. des États-Unis devient autonome. Dans les années 1920, l'entreprise se redéveloppe rapidement, de nouveaux produits, comme les vitamines et les produits phytosanitaires et le célèbre produit pharmaceutique vitamine C apparaît à Cebion. En 1929, le chiffre d'affaires de Merck augmente pour atteindre 44 millions de marks. En 1944, l’entreprise est détruite à 80 %. Dans les années 1960, des recherches scientifiques intensives ont lieu dans le secteur des cristaux liquides qui deviennent le troisième pilier de l'entreprise.
Depuis les années 1990, l’entreprise Merck KGaA est cotée en bourse. La majorité des actions appartient à la famille Merck en Allemagne.

### Histoire récente
En 2005, le profit net annuel total était de 658,9 millions d'euros.
En 2006, les entreprises Merck et Bayer se sont affrontées pour l'acquisition de Schering. Après que Schering a rejeté une première offre de Merck, puis a accepté une offre plus élevée de Bayer, pour le montant de 16,3 milliards d'euros.
En 2007, Mylan s'est porté acquéreur de l'activité générique de Merck KGaA pour 6,6 milliards de dollars.
En 2006, Merck acquiert 64,5 % de Serono, une entreprise suisse, pour 10,6 milliards d'euros. L'entreprise prend le nom de Merck Serono.
En février 2010, Merck acquiert l'entreprise américaine Millipore, une entreprise spécialisée dans le matériel de recherches pharmaceutique, pour 6 milliards de dollars.
En décembre 2013, Merck acquiert l'entreprise chimique britannique AZ Electronic Materials, spécialisée dans le matériel électronique, pour 1,6 milliard de livres.
En septembre 2014, Merck acquiert l'entreprise américaine de chimie de spécialité Sigma-Aldrich pour 17 milliards de dollars. Cette acquisition sera par la suite fusionnée au pôle Merck Millipore de Merck.
En décembre 2015, l'entreprise de Darmstadt acquiert Ormet Circuits, une entreprise américaine spécialisée dans l'industrie des semi-conducteurs, le groupe allemand s'étant diversifié dans la production des matériaux de performance, comme les cristaux liquides pour les smartphones et téléviseurs.
En avril 2018, Procter & Gamble annonce l'acquisition des activités de compléments alimentaires de Merck KGaA pour 4,2 milliards de dollars.
En février 2019, Merck annonce faire une offre d'acquisition sur Versum Materials de 5,9 milliards de dollars, contre une offre d'Entegris.
En mars 2021, Merck signe un accord de licence exclusif pour 900 millions d'euros avec Debiopharm, pour le développement et la commercialisation du Xevinapant, le premier antagoniste des protéines inhibitrices de l'apoptose, utilisé dans le traitement de certains cancers.
En mai 2021, Belén Garijo prend la direction de l'entreprise, devenant ainsi la première femme dirigeante d'une entreprise du DAX30.
En mai 2021, Merck annonce le démarrage d'une collaboration clinique avec la société de biotechnologies américaine Xilio Therapeutics.
En 2024, Merck débourse 155 millions d’euros pour acquérir l’entreprise grenobloise UnitySC, spécialisée dans les équipements de métrologie et d’inspection pour l’industrie des semi-conducteurs.
En avril 2025, Merck annonce l'acquisition de SpringWorks, une entreprise américaine spécialisée dans l'oncologie, pour 3,9 milliards de dollars.

## Activité

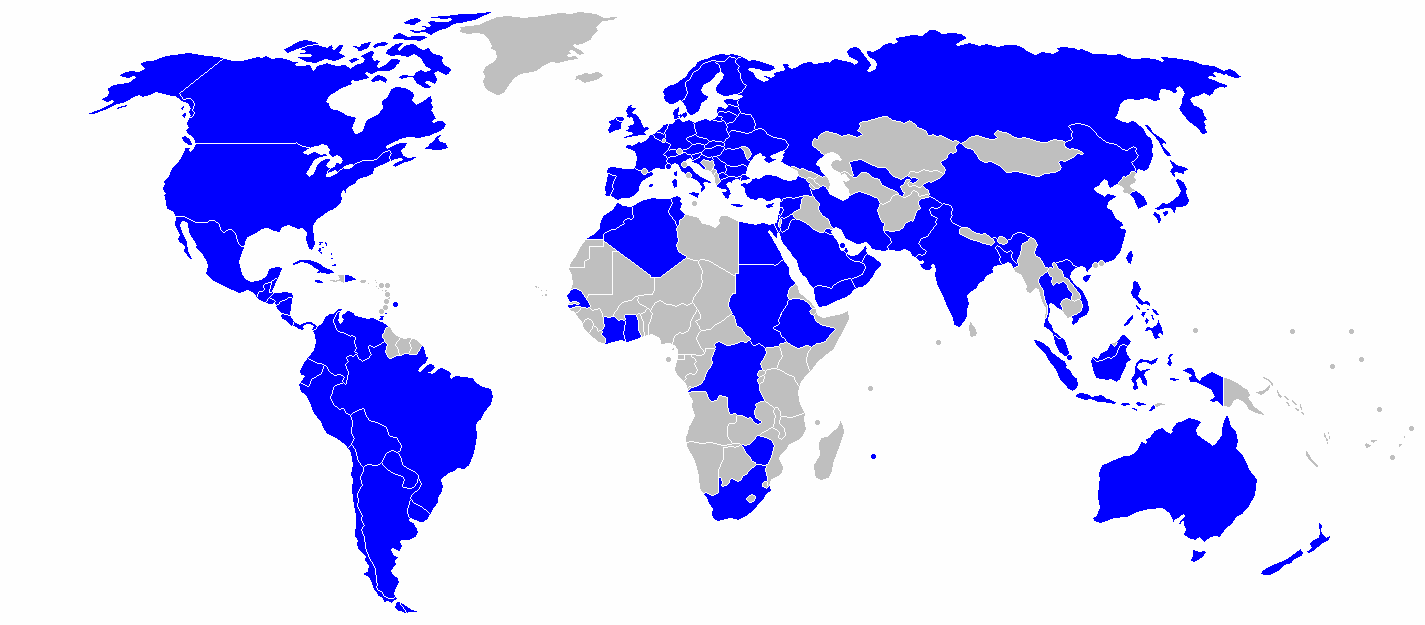
Présence de Merck dans le monde

Aujourd'hui environ 58 000 employés répartis dans 66 pays travaillent pour l'entreprise (dont 9 000 en Allemagne).
Les priorités sont la production de produits pharmaceutiques originels (Nasivin, Toxogonin, Kohlekompretten, Concor avec l'agent Bisoprolol, Fortecortin et Metformin), des génériques et différentes offres dans le secteur de produits chimiques. Ainsi, Merck KGaA est l’entreprise pionnière du secteur des LCD-Technik.
Aujourd'hui[Quand ?], Merck est le fabricant le plus important à l'échelle mondiale des cristaux liquides qui sont nécessaires à la fabrication des LC/TFT-Displays (plus de 60 % de la part du marché mondial).
D'autres produits sont des pigments pour des peintures automobiles, des produits cosmétiques, des préparations chimiques de précision, ou des matériaux de chromatographie.
Avec différentes filiales, Merck KGaA faisait partie des chiffres d’affaires les plus importants parmi les fabricants de génériques, et dans différents pays.
Trois types de produits pharmaceutiques étaient commercialisés : 
- des produits originaux ;
- des produits génériques ;
- des produits de prescription facultative (OTC).

## Différence entre Merck KGaA et Merck & Co.
Merck est le nom d'une famille d'industriels allemands qui a fondé deux entreprises mondiales : Merck KGaA à Darmstadt et Merck & Co., indépendante dans le New Jersey (aux États-Unis) depuis la Première Guerre mondiale. La dernière entreprise ne possède que les droits de porter le nom de Merck en Amérique du Nord et dans toutes les autres régions mondiales les entreprises sont sous le nom de Merck Sharp & Dohme. Merck KGaA en Amérique du Nord est connue sous le nom de EMD (EM – Initiales du fondateur d'entreprise Emanuel Merck – Darmstadt). Tandis que la société anonyme Merck & Co. représente la troisième plus grande entreprise pharmaceutique du monde, l’entreprise Merck KGaA est détenue majoritairement (environ 73 %) dans le patrimoine familial.